# Lives (peuple)
Pour les articles homonymes, voir Lives.
Les Lives ou Livoniens (en live : raandalist = gens de la côte) sont un peuple autochtone de la Lettonie (ex Livonie), d'origine fennique.
Ils parlent le live et le letton (langue officielle de la Lettonie).

## Histoire

Au nord des tribus baltes, les Lives vers 1200.

Selon les théories protochronistes, les peuples finno-ougriens, dont les Lives, sont parmi les plus anciens d'Europe : ils seraient arrivés vers 3000 av. J.-C. en Livonie, et n'auraient été chassés du sud des Pays baltes que par l'arrivée des peuples baltes vers 2000 av. J.-C. Historiquement, l'archéologie ne livre aucun indice sur les langues parlées par les habitants préhistoriques et proto-historiques de la Livonie, et aucun document ne permet de préciser une éventuelle antériorité des finno-ougriens sur les baltes ou inversement. Les plus anciens écrits concernant la région, qui datent de l'Antiquité, ne sont guère plus explicites, et il faut attendre le Xe siècle pour avoir des indices clairs de la coexistence, alors déjà ancienne, des baltes et des finno-ougriens en Livonie.
En 1201, la ville de Riga est fondée par des chevaliers germaniques, les Chevaliers Porte-Glaive (intégrés par la suite à l'Ordre Teutonique) partis en croisades contre les derniers peuples païens d'Europe. Les différents peuples combattent ainsi les croisés mais également le Royaume de Danemark et la Suède. La résistance balto-finnoise dure de 1206 jusqu'en 1227 où elle est écrasée (bataille de Muhu).
Ainsi est formée la Livonie qui comprend des territoires ou vivent les Estoniens, les Lives et les ancêtres baltes des Lettons actuels.
En 1558 commence la guerre de Livonie (1558 - 1583 ; soit 25 ans) ou s'affrontent la Pologne, les Teutoniques, la Russie d'Ivan le Terrible et la Suède dans le but de contrôler la mer Baltique.
En 1621, la Suède occupe l'Estonie et Riga avant de perdre ces territoires en 1721 au profit de la Russie.
Pendant cette période très meurtrière, les Lives sont assimilés et perdent progressivement leur langue à l'avantage du letton (excepté à l'extrémité de la Courlande).
En 1918, la Lettonie devient indépendante et le live connaît une renaissance relative (en 1923 a lieu la création de la Société livonienne) qui se maintient jusqu'à l'invasion soviétique (1940). Cette dernière ne les reconnaissant pas comme minorité ethnique, leur assimilation reprend rapidement, certains opposants lives étant du reste frappés par la répression et les déportations par le régime en place.
Ce n'est qu'en 1970 que des chanteurs lives furent autorisés à créer un chœur appelé « Līvlist » (« Les Lives ») dans la ville de Ventspils. Par la suite, les politiques de glasnost et perestroïka initiées par Mikhaïl Gorbatchev, permirent la recréation d'une société culturelle live en 1986, laquelle sera plus tard renommée l'Union Live (en Live : Līvõd Īt).
Après la chute de l'URSS en 1991, la Lettonie devient à nouveau indépendante ; les Lives y sont à nouveau reconnus comme minorité ethnique autochtone, permettant à leur langue et à leur culture d'être à nouveau protégées. Tous les droits et propriétés confisqués pendant la période soviétique sont notamment restitués aux survivants. Ainsi l'ancien Centre de la communauté Live de Mazirbe (live : Irē) est restitué et transformé en musée historique dénommé « Maison du peuple live ». Le live est aussi réintroduit dans les écoles élémentaires de Riga, Staicele, Ventspils, Dundaga et de Kolka.
Enfin, le 4 février 1992, le gouvernement letton crée un territoire de culture historique protégé appelée Līvõd rānda - (en français : la Côte live) qui comprend les 12 villages lives de Lūžņa (en live : Lūž), Miķeļtornis (Pizā), Lielirbe (Īra), Jaunciems (Ūžkilā), Sīkrags (Sīkrõg), Mazirbe (Irē), Košrags (Kuoštrõg), Pitrags (Pitrõg), Saunags (Sǟnag), Vaide (Vaid), Kolka (Kūolka) et Melnsils (Mustānum). Par cet acte, le gouvernement de Lettonie décourage l'installation de personnes autres que Lives dans cette zone et la protège fortement, en interdisant par exemple la création de tout établissement qui pourrait avoir une influence néfaste sur la culture live.

## Aujourd’hui
Même si une part importante de la population lettone possède une ascendance live, connue ou non, la population live est aujourd'hui très majoritairement assimilée. En tant que telle, elle n'était plus estimée qu'à 500 personnes en 2000, seules 176 personnes revendiquant encore une « identité live » (182 en 2007 selon un article de la Fondation pour les langues en danger ; contre 1 238 au recensement de la population de 1925). Du reste, la modeste population revendiquant toujours un héritage live est encore aujourd'hui pour l'essentiel installée dans la péninsule de Courlande.
La langue live n'a aujourd'hui plus aucun locuteur monolingue, ni aucun locuteur l'ayant appris en langue maternelle. En effet, selon des données de 1995, le live était encore parlé par une trentaine de personnes parmi lesquelles seules neuf personnes, toutes très âgées, l'avaient pour langue maternelle. Selon la Fondation pour les Langues en danger, ils n'étaient plus que 6 en 2007 ; et le dernier survivant d'entre eux, Viktor Berthold (né en 1921) a été enterré le 28 février 2009 dans le village live de Kolka en Courlande.
Néanmoins, la communauté live continue encore aujourd'hui à revendiquer ce qui reste de leur héritage et de leur culture tout en étant intégrés à la société lettone. Ainsi, le Live Dāvis Stalts a par exemple été élu au Saeima lors de élections législatives de Lettonie en 2011.
En 2020, un couple d'activistes lives, Jānis Mednis et Renāte Medne, donne naissance à une fille, Kuldi (« enfant doré » en live) en lui apprenant le live, faisant d'elle la première, et en décembre 2024 la seule locutrice maternelle du live depuis son extinction en 2013.

## Culture

### Drapeau
Les Lives ont adopté un drapeau pendant l'entre-deux-guerres. Le drapeau possède la même dimension que le drapeau letton (2;1;2) mais avec trois couleurs : le vert (forêt), le blanc (plage) et le bleu (mer).

### Langue
Le live est une langue fennique proche de l'estonien et du finnois.
Proche de l'extinction, la langue est réapprise par des personnes ayant des origines lives où même par des particuliers (comme le montre le livre Parlons live).
L'alphabet livonien est le suivant :
A/a, (Ā/ā), B/b, C/c, Č/č, D/d, Ḑ/ḑ, E/e, (Ē/ē), F/f, G/g, Ģ/ģ, H/h, I/i, (Ī/ī), J/j, K/k, Ķ/ķ, L/l, Ļ/ļ, M/m, N/n, Ņ/ņ, O/o, (Ō/ō), Ȯ/ȯ, (Ȱ/ȱ), P/p, [Q/q], R/r, Ŗ/ŗ, S/s, Š/š, Z/z, Ž/ž, T/t, Ț/ț, U/u, (Ū/ū), V/v, (W/w), Õ/õ, (Ȭ/ȭ), Ä/ä, (Ǟ/ǟ), Ö/ö, (Ȫ/ȫ), Ü/ü, [X/x], Y/y, (Ȳ/ȳ)

### Religion
Les Lives sont majoritairement luthériens depuis l'arrivée de la Réforme en Livonie (XVIe siècle).